# Millennium – Fürchte deinen Nächsten wie Dich selbst/Episodenliste
Diese Liste der Episoden von Millennium – Fürchte deinen Nächsten wie Dich selbst enthält alle Episoden der US-amerikanischen Mysteryserie Millennium – Fürchte deinen Nächsten wie Dich selbst, sortiert nach der US-amerikanischen Erstausstrahlung. Die Fernsehserie umfasst drei Staffeln mit 67 Episoden.

## Übersicht
| Staffel | Episodenanzahl | Erstausstrahlung USA | Erstausstrahlung USA | Deutschsprachige Erstausstrahlung | Deutschsprachige Erstausstrahlung |
| Staffel | Episodenanzahl | Staffelpremiere      | Staffelfinale        | Staffelpremiere                   | Staffelfinale                     |
| ------- | -------------- | -------------------- | -------------------- | --------------------------------- | --------------------------------- |
| 1       | 22             | 25. Oktober 1996     | 16. Mai 1997         | 10. Oktober 1997                  | 24. April 1998                    |
| 2       | 23             | 19. September 1997   | 15. Mai 1998         | 21. August 1998                   | 28. August 2000                   |
| 3       | 22             | 2. Oktober 1998      | 21. Mai 1999         | 15. Mai 2001                      | 9. Oktober 2001                   |

## Staffel 1
Die Erstausstrahlung der ersten Staffel war vom 25. Oktober 1996 bis zum 16. Mai 1997 auf dem US-amerikanischen Sender Fox zu sehen. Die deutschsprachige Erstausstrahlung sendete der deutsche Sender Sat.1 vom 10. Oktober 1997 bis zum 24. April 1998.
| Nr. (ges.) | Nr. (St.) | Deutscher Titel        | Originaltitel                                 | Erstausstrahlung USA | Deutschsprachige Erstausstrahlung (D) | Regie              | Drehbuch                           |
| --- | --------- | ---------------------- | --------------------------------------------- | -------------------- | ------------------------------------- | ------------------ | ---------------------------------- |
| 1 | 1         | Der jüngste Tag        | Pilot                                         | 25. Okt. 1996        | 10. Okt. 1997                         | David Nutter       | Chris Carter                       |
| Der pensionierte Polizeiberater Frank Black, der früher für das FBI arbeitete, ist zusammen mit seiner Frau und Tochter in seine Heimatstadt zurückgekehrt. Er bietet seine Unterstützung in einem Fall an, bei dem er von der mysteriösen Organisation Millennium-Gruppe unterstützt wird. Frank soll mit seiner Fähigkeit, durch die Augen des Killers sehen zu können, den Mörder fassen. Der aktuelle Fall zieht ihn jedoch in eine Welt zurück, der er eigentlich zu entkommen versuchte.                                           |           |                        |                                               |                      |                                       |                    |                                    |
| 2 | 2         | Gehenna                | Gehenna                                       | 1. Nov. 1996         | 17. Okt. 1997                         | David Nutter       | Chris Carter                       |
| Als menschliche Asche in einem Park gefunden wird, sieht Frank Black eine Verbindung zu einer Sekte, die unwillige Mitglieder tötet. Als Frank dem Sektenführer näher kommt, sieht er, welchen Einfluss dieser auf die vermeintlichen Killer hat. |           |                        |                                               |                      |                                       |                    |                                    |
| 3 | 3         | Heute hier, morgen tot | Dead Letters                                  | 8. Nov. 1996         | 24. Okt. 1997                         | Thomas J. Wright   | Glen Morgan & James Wong           |
| Frank reist nach Portland, Oregon, um den Mord an einem Tierschützer zu untersuchen. Er trifft sich mit Jim Horn, einem Profiler und Kandidaten für die Millennium-Gruppe. Horn macht die ihm bevorstehende Scheidung zu schaffen und es gibt Spannungen zwischen ihm und Frank. Als der Mörder erneut zuschlägt, verliert Horn die Kontrolle, und Frank muss nicht nur den Mörder fangen, der grausige Nachrichten auf seinen Opfern verlässt, sondern hat auch mit Horn zu kämpfen, der auf seine Weise mit dem Mörder abrechnen will. |           |                        |                                               |                      |                                       |                    |                                    |
| 4 | 4         | Der Richter            | The Judge                                     | 15. Nov. 1996        | 31. Okt. 1997                         | Randall Zisk       | Ted Mann                           |
| Frank soll helfen einen Mörder zu finden, der der Frau seines Opfers seine abgetrennte Zunge sandte. Er glaubt, dass die Morde mit anderen ungeklärten Serienmorden in Verbindung stehen, bei denen ebenfalls Körperteile per Post versendet wurden. Frank erkennt irgendwann, dass die Mörder von einem Mann rekrutiert werden, der sich Der Richter nennt. |           |                        |                                               |                      |                                       |                    |                                    |
| 5 | 5         | Einmal ein Star        | 522666                                        | 22. Nov. 1996        | 7. Nov. 1997                          | David Nutter       | Glen Morgan & James Wong           |
| Ein Verrückter terrorisiert Washington, D.C. mit Bombenanschlägen. Der Täter geht nach den Anschlägen in die verwüsteten Gebäude, um Opfer zu retten und anschließend als Held da zu stehen. Frank und Peter suchen nach dem Täter, können ihn aber nicht finden und auch einen weiteren Anschlag nicht verhindern, bei dem Frank verletzt wird. |           |                        |                                               |                      |                                       |                    |                                    |
| 6 | 6         | Dein Reich komme       | Kingdom Come                                  | 29. Nov. 1996        | 14. Nov. 1997                         | Winrich Kolbe      | Jorge Zamacona                     |
| Ein verzweifelter Mann, der seine Frau und Tochter bei einem Feuer verlor, bringt hintereinander Menschen aus seinem Umfeld um, die in seinem Leben eine religiöse Rolle gespielt haben. Frank begibt sich in Gefahr, als er in eine Geiselsituation an einer kleinen Stadtkirche gerät. |           |                        |                                               |                      |                                       |                    |                                    |
| 7 | 7         | Die Schrift aus Blut   | Blood Relatives                               | 6. Dez. 1996         | 21. Nov. 1997                         | Jim Charleston     | Chip Johannessen                   |
| Ein jugendlicher Straftäter und dessen sadistischer Freund beginnen, Familien auszunutzen, die den Verlust eines geliebten Menschen zu beklagen haben. Sie freunden sich auf den fremden Beerdigungen mit den Familien an und begeben sich nachts auf den Friedhof, um sich Teile von den Leichen als Andenken abzuschneiden. |           |                        |                                               |                      |                                       |                    |                                    |
| 8 | 8         | Das lange Schweigen    | The Well-Worn Lock                            | 20. Dez. 1996        | 28. Nov. 1997                         | Ralph Hemecker     | Chris Carter                       |
| Catherine hilft einer Frau, deren Vater sich seit 23 Jahren sexuell an ihr vergangen hat. Catherine findet niemanden, der diesen Fall vor Gericht bringen möchte, und bittet Frank vertraulich um Unterstützung. |           |                        |                                               |                      |                                       |                    |                                    |
| 9 | 9         | Sklaven der Angst      | Wide Open                                     | 3. Jan. 1997         | 5. Dez. 1997                          | Jim Charleston     | Charles Holland                    |
| Ein junges Mädchen, dessen Eltern brutal ermordet wurden, gilt als letzte Möglichkeit, einen Mörder zu finden. Catherine ermuntert Jordan dazu, mit dem jungen Mädchen zu sprechen und zu versuchen, dieses dazu zu bewegen, über die schreckliche Erfahrung hinwegzukommen. Doch Bletcher will das Mädchen alles noch einmal durchleben lassen, weil er denkt, so mehr Beweise darüber zu bekommen, was wirklich geschah. |           |                        |                                               |                      |                                       |                    |                                    |
| 10 | 10        | Angel                  | The Wild and the Innocent                     | 10. Jan. 1997        | 12. Dez. 1997                         | Thomas J. Wright   | Jorge Zamacona                     |
| Frank sucht nach Antworten, als ein Paar einen sich versteckenden Mörder entführt. Frank muss das Paar schnappen, bevor es das Baby findet, das der Vater zuvor an ein kinderloses Paar verkaufte. Er befürchtet, das Paar könne das nächste Opfer werden. |           |                        |                                               |                      |                                       |                    |                                    |
| 11 | 11        | Die Sünden der Väter   | Weeds                                         | 24. Jan. 1997        | 19. Dez. 1997                         | Michael Pattinson  | Frank Spotnitz                     |
| Frank jagt einen Mörder, der Teenager kidnappt und sie zwingt, menschliches Blut zu trinken. Nachdem einer der Teenager getötet wird und der andere unversehrt nach Hause zurückkehrt, weil der Vater einen Fehler aus der Vergangenheit zugegeben hatte, will Frank dem Mörder eine Falle stellen, bevor dieser das dritte Opfer verletzen kann. |           |                        |                                               |                      |                                       |                    |                                    |
| 12 | 12        | Tote Jahre             | Loin Like a Hunting Flame                     | 31. Jan. 1997        | 2. Jan. 1998                          | David Nutter       | Ted Mann                           |
| Ein Apotheker verabreicht ahnungslosen Paaren Drogen und zwingt sie, seinen sexuellen Fantasien zu folgen, die er mit seiner Frau nicht ausleben kann. Frank und die Millennium-Gruppe stehen vor der Aufgabe ein weiteres Verbrechen dieser Art zu verhindern. |           |                        |                                               |                      |                                       |                    |                                    |
| 13 | 13        | 1000 letzte Tage       | Force Majeure                                 | 7. Feb. 1997         | 9. Jan. 1998                          | Winrich Kolbe      | Chip Johannessen                   |
| Die Millennium-Gruppe untersucht die Selbstmorde von siebenjährigen eineiigen Zwillingsmädchen. Die Gruppe findet heraus, dass sich ein Mann und seine bizarre Familie mit geklonten Töchtern auf die apokalyptische Katastrophe vom 5. Mai 2000 vorbereitet, bei der eine himmlische Anordnung der Planeten stattfinden soll. |           |                        |                                               |                      |                                       |                    |                                    |
| 14 | 14        | Zwei und Zwei          | The Thin White Line                           | 14. Feb. 1997        | 16. Jan. 1998                         | Thomas J. Wright   | Glen Morgan & James Wong           |
| Als Frank eine Verbindungen zwischen zwei scheinbar unabhängigen Morden sieht, stellt er fest, dass die Morde im selben Stil des Serienmörders Richard Hance vollzogen wurden, den Frank vor zwanzig Jahren hinter Schloss und Riegel brachte. |           |                        |                                               |                      |                                       |                    |                                    |
| 15 | 15        | Im Zeichen Luzifers    | Sacrament                                     | 21. Feb. 1997        | 23. Jan. 1998                         | Michael W. Watkins | Frank Spotnitz                     |
| Franks privates und berufliches Leben gerät in Konflikt, als seine Schwägerin während der Taufe ihres Kindes von einem verurteilten Sexualtäter entführt wird. Obwohl Bletcher ihm befiehlt, sich aus der Untersuchung herauszuhalten, weil er befangen ist, kann er zwar nicht helfen, wird aber unmittelbar in den Fall involviert. Trotzdem können seine außergewöhnlichen geistigen Anlagen ihm nicht helfen, die Frau seines Bruders zu finden.                                                                                     |           |                        |                                               |                      |                                       |                    |                                    |
| 16 | 16        | Engel sterben nicht    | Covenant                                      | 21. März 1997        | 27. Feb. 1998                         | Roderick J. Pridy  | Robert Moresco                     |
| Frank wird gebeten, ein psychologisches Profil eines Sheriffs zu entwickeln, der die Ermordung seiner kompletten Familie gestand. Frank glaubt, dass die Geschichte nicht stimmt und findet einige Widersprüchlichkeiten in dem Fall. |           |                        |                                               |                      |                                       |                    |                                    |
| 17 | 17        | Der Versuch            | Walkabout                                     | 28. März 1997        | 6. März 1998                          | Cliff Bole         | Chip Johannessen & Tim Tankosic    |
| Nach einer mysteriösen, klinischen Rauschgift-Probe, die mindestens einen Tod verursachte, leidet Frank unter Gedächtnisverlust. Er soll sich erinnern, was geschah und setzt in seinen Gedanken Stück für Stück die Lösung zusammen. |           |                        |                                               |                      |                                       |                    |                                    |
| 18 | 18        | Gesichter des Bösen    | Lamentation                                   | 18. Apr. 1997        | 13. März 1998                         | Winrich Kolbe      | Chris Carter                       |
| Frank wird von der Millennium-Gruppe in die Suche nach einem entflohenen Serienmörder eingebunden, den er vor einigen Jahren hinter Schloss und Riegel gebracht hatte. Der Mörder, Dr. Ephraim Fabricant, wurde aus einem Krankenhaus entführt, als er seiner sterbenden Schwester eine Niere spenden wollte. Während der Suche steht Frank einem furchterregenden Feind gegenüber, der seine Familie terrorisiert. |           |                        |                                               |                      |                                       |                    |                                    |
| 19 | 19        | Tote Freunde           | Powers, Principalities, Thrones and Dominions | 25. Apr. 1997        | 20. März 1998                         | Thomas J. Wright   | Ted Mann & Harold Rosenthal        |
| Frank wird zu einer Untersuchung hinzugezogen, die sich um satanische Morde dreht. Ein mysteriöser Rechtsanwalt und ein Mann, der behauptet der Mörder von Bob Bletcher zu sein, scheinen die Hauptverdächtigen zu sein. Während dieser Untersuchung wird die Millennium-Gruppe in einen Kampf zwischen dem Guten und dem Böses gefangen. |           |                        |                                               |                      |                                       |                    |                                    |
| 20 | 20        | Der Pferdemörder       | Broken World                                  | 2. Mai 1997          | 3. Apr. 1998                          | Winrich Kolbe      | Robert Moresco & Patrick Harbinson |
| Frank soll die Entführung eines Pferde-Farm-Besitzers untersuchen. Frank ertappt einen Serienmörder, der Vergnügen daran hat, Pferde abzuschlachten. Doch Frank befürchtet, dass Pferde nur der Anfang sein könnten. |           |                        |                                               |                      |                                       |                    |                                    |
| 21 | 21        | Der schwarze Mann      | Maranatha                                     | 9. Mai 1997          | 17. Apr. 1998                         | Peter Markle       | Chip Johannessen                   |
| Frank und Peter werden von einem Polizeidetektiv herbeigerufen, um eine Reihe von ritualistischen Morden zu untersuchen. Sie tun sich mit dem russischen Polizisten Yura Surova zusammen, um den Fall zu lösen. Die Kollegen von Surova glauben, dass die für diese Morde verantwortliche Person ein russischer Mythologe namens Yaponchik ist. |           |                        |                                               |                      |                                       |                    |                                    |
| 22 | 22        | Schweigen ist Gold     | Paper Dove (1)                                | 16. Mai 1997         | 24. Apr. 1998                         | Thomas J. Wright   | Ted Mann & Walon Green             |
| Während eines Besuches von Catherines Familie in Virginia, wird Frank gebeten, bei der Suche nach dem Namen eines Mannes zu helfen, der verdächtigt wird, seine Frau getötet zu haben. |           |                        |                                               |                      |                                       |                    |                                    |

## Staffel 2
Die Erstausstrahlung der zweiten Staffel war vom 19. September 1997 bis zum 15. Mai 1998 auf dem US-amerikanischen Sender Fox zu sehen. Die deutschsprachige Erstausstrahlung der ersten 13 Episoden sendete der deutsche Sender Sat.1 vom 21. August bis zum 18. Dezember 1998, während die weiteren Episoden nach einem Senderwechsel vom 26. Juni bis zum 28. August 2000 auf ProSieben erstausgestrahlt wurden.
| Nr. (ges.) | Nr. (St.) | Deutscher Titel               | Originaltitel                 | Erstausstrahlung USA | Deutschsprachige Erstausstrahlung (D) | Regie               | Drehbuch                 |
| --- | --------- | ----------------------------- | ----------------------------- | -------------------- | ------------------------------------- | ------------------- | ------------------------ |
| 23 | 1         | Der Komet des Bösen           | The Beginning and the End (2) | 19. Sep. 1997        | 21. Aug. 1998                         | Thomas J. Wright    | Glen Morgan & James Wong |
| Franks Frau Catherine wird am Flughafen von Seattle entführt. Peter Watts und einige Mitglieder der Millennium-Gruppen bieten Frank Hilfe an, um seine Frau ausfindig zu machen, und bieten ihm außerdem die Möglichkeit an, volles Mitglied der Gruppe zu werden. Am Ende der Folge trennt sich Catherine von Frank. |           |                               |                               |                      |                                       |                     |                          |
| 24 | 2         | Die Hunde                     | Beware of the Dog             | 26. Sep. 1997        | 28. Aug. 1998                         | Allen Coulter       | Glen Morgan & James Wong |
| Ein älteres Ehepaar wird in seinem Wohnmobil von einem Rudel bösartiger Hunde angegriffen und getötet. Frank wird von der Millennium-Gruppe gebeten, die Untersuchung in diesem Fall aufzunehmen. Catherine stellt das gemeinsame Wohnhaus zum Verkauf. |           |                               |                               |                      |                                       |                     |                          |
| 25 | 3         | Patient Zero                  | Sense and Antisense           | 3. Okt. 1997         | 4. Sep. 1998                          | Thomas J. Wright    | Chip Johannessen         |
| Frank hilft bei der Jagd nach einem Mann, der anscheinend mit einem tödlichen, hoch ansteckenden Virus infiziert ist. Frank und Peter fragen sich, ob der Wissenschaftler eines Institutes die DNA so verändert hat, um Kontrolle über Menschen zu erlangen. |           |                               |                               |                      |                                       |                     |                          |
| 26 | 4         | Monster                       | Monster                       | 17. Okt. 1997        | 11. Sep. 1998                         | Perry Lang          | Glen Morgan & James Wong |
| Frank und das neue Mitglied der Millennium-Gruppe, Lara Means, untersuchen eine Kindergartenleiterin, die unter Verdacht steht, Kinder misshandelt zu haben. |           |                               |                               |                      |                                       |                     |                          |
| 27 | 5         | Pahana                        | A Single Blade of Grass       | 24. Okt. 1997        | 18. Sep. 1998                         | Rodman Flender      | Kay Reindl & Erin Maher  |
| Als auf einer Baustelle in Manhattan wird der Körper eines indianischen Mannes gefunden. Es scheint, dass der Mann nach einem apokalyptischen, alten Ritual hingerichtet wurde. Frank wird herbeigerufen, um den Fall zu untersuchen. |           |                               |                               |                      |                                       |                     |                          |
| 28 | 6         | Zwei-Sechs-Acht               | The Curse of Frank Black      | 31. Okt. 1997        | 25. Sep. 1998                         | Ralph Hemecker      | Glen Morgan & James Wong |
| In der Halloween-Nacht, wird Frank von Erinnerungen geplagt, die schon einige Zeit zurückliegen. Sie reichen von seiner Kindheit bis zum Tod von Bletcher. Frank fragt sich, ob jemand – oder etwas – versucht, ihm eine Nachricht zu senden. |           |                               |                               |                      |                                       |                     |                          |
| 29 | 7         | Die Kinder von Broken Bow     | 19:19                         | 7. Nov. 1997         | 23. Okt. 1998                         | Thomas J. Wright    | Glen Morgan & James Wong |
| Frank und Peter helfen in der Suche nach einem Bus voller Schulkinder. Sie finden heraus, dass die Kinder von einem Mann gekidnappt worden sind, der glaubt, dass der Dritte Weltkrieg gerade begonnen habe. |           |                               |                               |                      |                                       |                     |                          |
| 30 | 8         | Der Mann im Moor              | The Hand of Saint Sebastian   | 14. Nov. 1997        | 30. Okt. 1998                         | Thomas J. Wright    | Glen Morgan & James Wong |
| Peter will mehr über die Ursprünge der Millennium-Gruppe herausfinden und reist zusammen mit Frank nach Deutschland, um 'Die Hand von Saint Sebastian' ausfindig zu machen. Sie ist ein altes Relikt, das verspricht, die Welt vor einer tausendjährlichen Katastrophe zu bewahren. |           |                               |                               |                      |                                       |                     |                          |
| 31 | 9         | Die Phantasien des Jose Chung | Jose Chung’s Doomsday Defense | 21. Nov. 1997        | 6. Nov. 1998                          | Darin Morgan        | Darin Morgan             |
| Frank hilft einem berühmten Schriftsteller als dieser mit seinem neuen Buch die Anhänger eines Kults gegen sich aufbringt. |           |                               |                               |                      |                                       |                     |                          |
| 32 | 10        | Morgen und morgen und morgen  | Midnight of the Century       | 19. Dez. 1997        | 20. Nov. 1998                         | Dwight H. Little    | Kay Reindl & Erin Maher  |
| Am Weihnachtsabend holt die Vergangenheit Frank ein, als sich zeigt, dass seine Tochter Jordan ähnlich seherische Fähigkeiten wie er besitzt. Sie malt einen Engel, der einer Zeichnung von Frank von vor mehr als 50 Jahren zum Verwechseln ähnlich sieht. Frank und sein Vater versöhnen sich, nachdem sie jahrelang nicht miteinander gesprochen hatten. Jordan hat schließlich eine Vision über den Tod von Franks Vater.                     |           |                               |                               |                      |                                       |                     |                          |
| 33 | 11        | Der Todesengel                | Goodbye, Charlie              | 9. Jan. 1998         | 27. Nov. 1998                         | Ken Fink            | Richard Whitley          |
| Frank und Lara suchen nach einem „Mörder“, der unheilbar kranken Patienten hilft, Selbstmord zu begehen. |           |                               |                               |                      |                                       |                     |                          |
| 34 | 12        | Alaska                        | Luminary                      | 23. Jan. 1998        | 11. Dez. 1998                         | Thomas J. Wright    | Chip Johannessen         |
| Franks voller Mitgliedschaft in der Millennium-Gruppe steht nahezu nichts mehr im Weg, doch er gefährdet diesen Status, als er sich nach Alaska begibt, um nach einem vermissten Jungen zu suchen. Die Gruppe hatte ihm eigentlich aufgetragen, er solle keinen Fall mehr alleine bearbeiten. In Alaska hält der Sheriff den Jungen für tot als eine Wasserleiche gefunden wird, doch Frank glaubt mehr und mehr daran, dass der Junge noch lebt. |           |                               |                               |                      |                                       |                     |                          |
| 35 | 13        | Mord im Internet              | The Mikado                    | 6. Feb. 1998         | 18. Dez. 1998                         | Roderick Pridy      | Michael R. Perry         |
| Nachdem drei Teenager zufällig Zeugen eines wahren Mordes im Internet werden, beginnt die Jagd nach dem Mörder, um seine Verbrechen zu stoppen. Frank und Peter werden bei der Suche von Roedecker unterstützt. Sie vermuten hinter der Tat den berüchtigten Avatar-Mörder aus den 1980er Jahren, an dessen Suche Frank bereits damals beteiligt war.                                                                                             |           |                               |                               |                      |                                       |                     |                          |
| 36 | 14        | Meins, nicht ich!             | The Pest House                | 27. Feb. 1998        | 26. Juni 2000                         | Allen Coulter       | Glen Morgan & James Wong |
| Ein Mord in unmittelbarer Nähe einer psychiatrischen Klinik weckt das Interesse der Millennium-Gruppe. Peter und Frank befragen Patienten und Dr. Stoller. Der Arzt sagt aus, dass die Patienten nicht die Möglichkeit hatten, die Morde zu begehen, weil sie die Klinik nicht verlassen konnten. Es passieren jedoch weitere Morde, die Ähnlichkeiten mit zurückliegenden Verbrechen aufweisen.                                                  |           |                               |                               |                      |                                       |                     |                          |
| 37 | 15        | Eulen und Hähne (1)           | Owls (1)                      | 6. März 1998         | 17. Juli 2000                         | Thomas J. Wright    | Glen Morgan & James Wong |
| Mitglieder der Millennium-Gruppe entdecken im Nahen Osten ein Stück des Jesus-Kreuzes und versuchen, dieses in Sicherheit zu bringen. Doch dabei werden sie überfallen und niedergeschossen. Frank und Peter geraten in einen Streit und Frank droht an, seine Zusammenarbeit mit der Gruppe zu beenden. |           |                               |                               |                      |                                       |                     |                          |
| 38 | 16        | Eulen und Hähne (2)           | Roosters (2)                  | 13. März 1998        | 24. Juli 2000                         | Thomas J. Wright    | Glen Morgan & James Wong |
| Frank setzt seine Suche nach Antworten über die tieferen Interessen der Millennium-Gruppe fort. Außerdem wird er seit dem Streit mit Peter von zwei Männern bedroht. Die Spannungen in der Gruppe zwischen den Eulen und den Hähnen nehmen zu und Frank erkennt, dass Catherine gegen ihn eingesetzt wird. Lara ist die einzige, die ihn noch bei seinen Ermittlungen unterstützt.                                                                |           |                               |                               |                      |                                       |                     |                          |
| 39 | 17        | Die Stimme der Verführung     | Siren                         | 20. März 1998        | 3. Juli 2000                          | Allen Coulter       | Glen Morgan & James Wong |
| Ein Frachtschiff, das illegale, chinesische Einwanderer an Bord hat, wird durch die Behörden beschlagnahmt. Dabei wird eine seltsame, junge Frau entdeckt. Jordan sieht diese später im Krankenhaus und bittet Catherine darum, der Frau zu helfen, da sie Franks Leben retten wird. Doch die Frau ist mittlerweile Hauptverdächtige für vier Morde an Bord des Schiffs.                                                                          |           |                               |                               |                      |                                       |                     |                          |
| 40 | 18        | Gottes Kind                   | In Arcadia Ego                | 3. Apr. 1998         | 10. Juli 2000                         | Thomas J. Wright    | Chip Johannessen         |
| Frank und Peter versuchen, zwei aus dem Gefängnis entflohene Frauen ausfindig zu machen. Eine von ihnen ist schwanger und Frank und Peter wollen ihnen helfen. Frank findet heraus, dass den Frauen hinter Gittern Gewalt angetan wurde. |           |                               |                               |                      |                                       |                     |                          |
| 41 | 19        | Clares Weg                    | Anamnesis                     | 17. Apr. 1998        | 31. Juli 2000                         | John Peter Kousakis | Kay Reindl & Erin Maher  |
| Catherine und Lara tun sich zusammen, um Untersuchungen in einem Fall aufzunehmen, bei der ein Mädchen behauptet, mehrere Marienvisionen gehabt zu haben. |           |                               |                               |                      |                                       |                     |                          |
| 42 | 20        | Namenlos                      | A Room with No View           | 24. Apr. 1998        | 7. Aug. 2000                          | Thomas J. Wright    | Ken Horton               |
| Frank und Peter versuchen, den vermissten Teenager Landon Brice zu finden. Sie glauben, der Junge sei entführt worden. |           |                               |                               |                      |                                       |                     |                          |
| 43 | 21        | Arme Teufel                   | Somehow, Satan Got Behind Me  | 1. Mai 1998          | 14. Aug. 2000                         | Darin Morgan        | Darin Morgan             |
| Vier Teufel sitzen in einem Donut-Laden und erzählen sich Geschichten, wie sie die Menschheit verführt und verdammt haben. Dabei werden sie von den Menschen als normale, ältere Herren wahrgenommen. Ihre Geschichten haben etwas gemeinsam: Frank ist ihnen allen schon einmal begegnet und hat als einziger Mensch die vermeintlich älteren Herren als wahre Teufel erkannt.                                                                   |           |                               |                               |                      |                                       |                     |                          |
| 44 | 22        | Dreizehn nach vier            | The Fourth Horseman (1)       | 8. Mai 1998          | 21. Aug. 2000                         | Dwight H. Little    | Glen Morgan & James Wong |
| Frank und Peter werden unter Quarantäne gestellt, nachdem sie mit einem Toten in Kontakt gekommen sind, der an einer ansteckenden Krankheit gestorben ist. Jordan hat eine furchterregende Vision und Lara Means verschwindet unter mysteriösen Umständen. |           |                               |                               |                      |                                       |                     |                          |
| 45 | 23        | Die Zeit ist nahe             | The Time is Now (2)           | 15. Mai 1998         | 28. Aug. 2000                         | Thomas J. Wright    | Glen Morgan & James Wong |
| Frank untersucht eine bizarre aber äußerst tödliche Krankheit, als droht, dass sich diese weltweit ausbreiten würde. Er selbst wurde gegen die Krankheit geimpft, seine Frau und Tochter jedoch nicht. Also fürchtet er um das Leben der beiden. |           |                               |                               |                      |                                       |                     |                          |

## Staffel 3
Die Erstausstrahlung der dritten Staffel war vom 2. Oktober 1998 bis zum 21. Mai 1999 auf dem US-amerikanischen Sender Fox zu sehen. Die deutschsprachige Erstausstrahlung sendete der deutsche Sender ProSieben vom 15. Mai bis zum 9. Oktober 2001.
| Nr. (ges.) | Nr. (St.) | Deutscher Titel         | Originaltitel              | Erstausstrahlung USA | Deutschsprachige Erstausstrahlung (D) | Regie            | Drehbuch                           |
| --- | --------- | ----------------------- | -------------------------- | -------------------- | ------------------------------------- | ---------------- | ---------------------------------- |
| 46 | 1         | Himmelblaue Augen       | The Innocents (1)          | 2. Okt. 1998         | 15. Mai 2001                          | Thomas J. Wright | Michael Duggan                     |
| Das Marburg-Virus hat seinen Kurs genommen. Mehrere Monate nach dem Tod seiner Frau und einem Nervenzusammenbruch, unterstützt Frank wieder das FBI und untersucht mit der neuen Kollegin Emma Hollis ein Flugzeugunglück. Frank tut sich schwer mit der Millennium-Gruppe zusammenzuarbeiten, da diese für den Ausbruch des Virus verantwortlich ist, der auch das Leben seiner Frau forderte. |           |                         |                            |                      |                                       |                  |                                    |
| 47 | 2         | Fünf – zwölf            | Exegesis (2)               | 9. Okt. 1998         | 22. Mai 2001                          | Ralph Hemecker   | Chip Johannessen                   |
| Frank und seine neue Kollegin Emma Hollis untersuchen Morde auf Frauen mit auffällig blauen Augen. Sie finden zudem heraus, dass die Millennium-Gruppe direkt daran beteiligt ist. |           |                         |                            |                      |                                       |                  |                                    |
| 48 | 3         | Countdown               | TEOTWAWKI                  | 16. Okt. 1998        | 29. Mai 2001                          | Thomas J. Wright | Chris Carter & Frank Spotnitz      |
| Frank und Emma suchen nach Antworten als ein Bewaffneter auf mehrere Studenten einer Highschool schießt. Frank und Emma erfahren, dass eine seltsame Gruppe für die Taten verantwortlich ist und diese sogar ihre eigenen Kinder töten würde, um das Überleben ihrer Computervereinigung zu sichern, die vom Jahr-2000-Programmfehler bedroht wird.                                             |           |                         |                            |                      |                                       |                  |                                    |
| 49 | 4         | Könige der Welt         | Closure                    | 23. Okt. 1998        | 5. Juni 2001                          | Daniel Sackheim  | Larry Andries                      |
| Emma verfolgt einen Mörder, bei dem Frank an Morde ohne Motive glaubt. Während der Jagd wird Emma von Erinnerungen an den Tod ihrer Schwester verfolgt, den bis heute nicht verkraftet hat. Frank rät ihr, sich aus dem Fall herauszuhalten. |           |                         |                            |                      |                                       |                  |                                    |
| 50 | 5         | Halloween               | …Thirteen Years Later      | 30. Okt. 1998        | 12. Juni 2001                         | Thomas J. Wright | Michael R. Perry                   |
| Der Regisseur und die Hauptdarstellerin eines Filmes, der auf der Aufklärung eines Falles von Frank basiert, werden ermordet. Frank und Emma untersuchen die Morde und versuchen den Täter von weiteren Morden abzuhalten. |           |                         |                            |                      |                                       |                  |                                    |
| 51 | 6         | Opfer 38                | Skull and Bones            | 6. Nov. 1998         | 19. Juni 2001                         | Paul Shapiro     | Chip Johannessen & Ken Horton      |
| Frank und Emma suchen nach Antworten, als ein sonderbarer Mann komplizierte Details über die in einem Massengrab entdeckten Skelette offenbart. Sie finden heraus, dass einige der Skelette in Verbindung mit der Millennium-Gruppe stehen. |           |                         |                            |                      |                                       |                  |                                    |
| 52 | 7         | Vergebung               | Through a Glass, Darkly    | 13. Nov. 1998        | 26. Juni 2001                         | Thomas J. Wright | Patrick Harbinson                  |
| Das Verschwinden eines Kindes bringt eine Stadt dazu, einen kürzlich befreiten Sexualübertreter anzuklagen. Frank und Emma sollen herausfinden, ob der Mann schuldig ist. |           |                         |                            |                      |                                       |                  |                                    |
| 53 | 8         | Heroin                  | Human Essence              | 11. Dez. 1998        | 10. Juli 2001                         | Thomas J. Wright | Michael Duggan                     |
| Emma versucht, ihrer rauschgiftabhängigen Schwester zu helfen, von deren Existenz sie erst seit kurzem weiß. Plötzlich wird Emma auf Rauschgift getestet und ist positiv. Sie wird vom Dienst suspendiert. Nur Frank glaubt daran, dass Emma unschuldig ist. |           |                         |                            |                      |                                       |                  |                                    |
| 54 | 9         | Lassa und Rose          | Omerta                     | 18. Dez. 1998        | 3. Juli 2001                          | Paul Shapiro     | Michael R. Perry                   |
| An Weihnachten machen Frank und seine Tochter Jordan Urlaub in Vermont. Unerwartet geraten sie an einen für tot geglaubten Mafia-Killer, der in den Wäldern wohnt und dort mit zwei seltsamen Frauen zusammenlebt. |           |                         |                            |                      |                                       |                  |                                    |
| 55 | 10        | Geschenkte Zeit         | Borrowed Time              | 15. Jan. 1999        | 17. Juli 2001                         | Dwight H. Little | Chip Johannessen                   |
| Als Jordan ernsthaft erkrankt, versucht Frank eine Verbindung zu einem Fall mit drei Menschen herzustellen, die in Kontakt mit einem schwarz gekleideten Mann geraten waren. Frank und Emma machen sich auf die Suche nach diesem Mann. |           |                         |                            |                      |                                       |                  |                                    |
| 56 | 11        | Nichts als die Wahrheit | Collateral Damage          | 22. Jan. 1999        | 24. Juli 2001                         | Thomas J. Wright | Michael R. Perry                   |
| Die Tochter von Peter wird von einem Golfkriegs-Veteran gekidnappt, der die Millennium-Gruppe zwingen will, ihre Verbrechen zuzugeben. Frank und Emma versuchen zu helfen, aber Peter scheint entschlossen, die Geheimnisse der Gruppe nicht zu verraten. |           |                         |                            |                      |                                       |                  |                                    |
| 57 | 12        | Weißes Rauschen         | The Sound of Snow          | 5. Feb. 1999         | 31. Juli 2001                         | Paul Shapiro     | Patrick Harbinson                  |
| Ein Unbekannter schickt Frank eine Kassette mit einem – anscheinend – harmlosen, weißen Rauschen. Frank stellt eine Verbindung zum bizarren Tod zweier Menschen her. |           |                         |                            |                      |                                       |                  |                                    |
| 58 | 13        | Teufels Braut           | Antipas                    | 12. Feb. 1999        | 7. Aug. 2001                          | Thomas J. Wright | Chris Carter & Frank Spotnitz      |
| Frank entdeckt eine Verbindung zwischen dem Mord an einem Staatsanwalt und einem Gouverneurskandidaten mit einer kränkelnden Tochter. |           |                         |                            |                      |                                       |                  |                                    |
| 59 | 14        | Nummer 633              | Matryoshka                 | 19. Feb. 1999        | 14. Aug. 2001                         | Arthur Forney    | Erin Maher & Kay Reindl            |
| Frank und Emma untersuchen den Selbstmord eines ehemaligen FBI-Agenten und entdecken dabei Verbindungen zwischen dem FBI, der Millennium-Gruppe und dem Los Alamos Kernforschungszentrum. |           |                         |                            |                      |                                       |                  |                                    |
| 60 | 15        | Der dritte Tempel       | Forcing the End            | 19. März 1999        | 21. Aug. 2001                         | Thomas J. Wright | Marjorie David                     |
| Eine fundamentalistische, jüdische Sekte entführt eine schwangere Frau, um ein reines Kind für das Priestertum erziehen und das Erscheinen des Messias erzwingen zu können. |           |                         |                            |                      |                                       |                  |                                    |
| 61 | 16        | Augen des Bösen         | Saturn Dreaming of Mercury | 9. Apr. 1999         | 28. Aug. 2001                         | Paul Shapiro     | Chip Johannessen & Jordan Hawley   |
| Jordan empfängt seltsame Visionen, als eine neue Familie in die Nachbarschaft einzieht. Jordan ist davon überzeugt, das der Mann der Familie böse ist. Frank glaubt, dass Jordans Visionen die Wahrnehmung der unmittelbaren Anwesenheit des Teufels sein könnten. |           |                         |                            |                      |                                       |                  |                                    |
| 62 | 17        | Gekreuzte Palmen        | Darwin’s Eye               | 16. Apr. 1999        | 4. Sep. 2001                          | Ken Fink         | Patrick Harbinson                  |
| Die Patientin einer psychiatrischen Anstalt wird gejagt. Man glaubt, sie hätte zwei Menschen enthauptet. Frank und Emma finden heraus, dass die Frau von beiden Opfern vergewaltigt worden ist. |           |                         |                            |                      |                                       |                  |                                    |
| 63 | 18        | Junge Hände             | Bardo Thodol               | 23. Apr. 1999        | 11. Sep. 2001                         | Thomas J. Wright | Chip Johannessen & Virginia Stock  |
| Emma und Frank untersuchen ein mysteriöses, biologisches Forschungsprojekt, dass von einem ehemaligen Millennium-Gruppenmitglied geführt wurde und das zum Tod des Forschers führte. |           |                         |                            |                      |                                       |                  |                                    |
| 64 | 19        | Unter Wasser            | Seven and One              | 30. Apr. 1999        | 18. Sep. 2001                         | Peter Markle     | Chris Carter & Frank Spotnitz      |
| Frank erhält eine Reihe von Polaroidfotos die seinen eigenen Tod zeigen. Frank nimmt an, dass jemand darauf aus ist, ihn zu töten, die Behörden glauben jedoch, dass Frank am Rande eines Nervenzusammenbruchs stehe. |           |                         |                            |                      |                                       |                  |                                    |
| 65 | 20        | Regen in South Mills    | Nostalgia                  | 7. Mai 1999          | 25. Sep. 2001                         | Thomas J. Wright | Michael R. Perry                   |
| Frank und Emma untersuchen die Morde an mehreren jungen Frauen, die in einem kleinen Ferienort verschwanden, wo Emma als Mädchen lebte. |           |                         |                            |                      |                                       |                  |                                    |
| 66 | 21        | Kreuzweg                | Via Dolorosa (1)           | 14. Mai 1999         | 2. Okt. 2001                          | Paul Shapiro     | Marjorie David & Patrick Harbinson |
| Frank jagt einen Serienmörder dessen Modus Operandi dem eines Mörders gleichen, der auf dem elektrischen Stuhl starb. Nachdem man dem Mörder auf die Spur gekommen ist und das FBI dessen Wohnung stürmt, explodiert eine Bombe. |           |                         |                            |                      |                                       |                  |                                    |
| 67 | 22        | Wir sind alle Hirten    | Goodbye to All That (2)    | 21. Mai 1999         | 9. Okt. 2001                          | Thomas J. Wright | Ken Horton & Chip Johannessen      |
| Nach der Explosion setzt Frank die Suche nach dem Serienmörder fort, den er für einen Trittbrettfahrer hält. Peter Watts bietet Emma Hollis eine Gelegenheit an, der Millennium-Gruppe beizutreten. Offen bleibt, ob sie dieses Angebot annimmt. Offen bleibt auch wie alles endet. Frank verlässt mit seiner Tochter die Stadt.                                                                |           |                         |                            |                      |                                       |                  |                                    |